# Robert Jonquet
Robert Jonquet (París, Francia, 3 de mayo de 1925 - Reims, Francia, 17 de diciembre de 2008) fue un futbolista francés, se desempeñó como defensa y disputó gran parte de su carrera deportiva en el Stade Reims, club con el que llegó a dos finales de la Copa de Europa.
Su apodo de El héroe de Highbury le vino por un partido con la selección de fútbol de Francia contra Inglaterra en 1951 en el estadio de Highbury.
Lesión :
En semifinal frente a Brasil, mientras que el resultado es 1-1 (1), Jonquet sufre una fractura doble del péroné por un tacle de Vavá. Así como el reglamento todavía no autorizaba las sustituciones, Jonquet regresó en el terreno después de una infiltración de novocaïne. A causa de la herida  desempeña un gran papel en la eliminación por los compañeros de equipo de Pelé (2-5).

## Clubes

### Jugador
| Club           | País    | Año         | Partidos | Goles |
| Stade de Reims | Francia | 1945 - 1960 | 502      | 9     |
| RC Estrasburgo | Francia | 1960 - 1962 | 55       | 3     |

## Palmarés
Stade de Reims
- Ligue 1: 1948-49, 1952-53, 1954-55, 1957-58, 1959-60
- Copa de Francia: 1950, 1958
- Supercopa de Francia: 1955, 1958, 1960
- Copa Latina: 1953